# Christopher Liess
Christopher Liess (* 25. Juni 1982 in Köln) ist ein ehemaliger deutscher Footballspieler.

## Laufbahn
Liess, dessen Eltern aus Siebenbürgen nach Deutschland zogen, betrieb beim TSV 1860 Mühldorf Kunstturnen und beim VfL Waldkraiburg Basketball, ehe er im Jahr 1999 während eines Aufenthalts an der Elk City High School im US-Bundesstaat Oklahoma mit dem Footballsport in Berührung kam. Nach seiner Rückkehr nach Deutschland spielte der 1,85 Meter große Liess als Passempfänger bei den Munich Cowboys in der höchsten deutschen Footballliga, der GFL. Ihm gelang der Sprung in die NFL Europe: 2003 und 2004 stand er bei der Düsseldorfer Mannschaft Rhein Fire unter Vertrag, im Spieljahr 2006 teils bei Berlin Thunder und teils bei den Cologne Centurions. Mit Rhein Fire erreichte Liess 2003 den World Bowl, dort unterlag man jedoch der Mannschaft Frankfurt Galaxy. In der GFL spielte er jeweils nach dem Saisonende in der NFL Europe bei den Cologne Crocodiles, 2006 dann für die Cologne Falcons. Im November 2006 zog er sich bei einer Trainingsveranstaltung der NFL Europe einen Kreuzbandriss zu.
Im Laufe seiner Spielerkarriere wurde Liess in die deutsche Nationalmannschaft berufen: 2003 erreichte er mit der Auswahl des American Football Verbandes Deutschland bei der Weltmeisterschaft den dritten Platz.
2007 weilte Liess in den Vereinigten Staaten und war im Trainerstab der State University of New York in Cortland für die Betreuung der Passempfänger zuständig. Ab 2012 war er in der Jugend der Cologne Falcons als Trainer tätig. Im Vorfeld der Saison 2020 stieß er zum Stab der Cologne Crocodiles und übernahm dort die Trainingsarbeit mit den Spielern der Positionen Wide Receiver und Quarterback.